# Aigle impérial
Ne doit pas être confondu avec l'aigle impériale.
Aquila heliaca
Espèce
Statut CITES
Répartition géographique
- habitat permanent
- zone d'hivernage
- nidification

Statut de conservation UICN

 VU C2a(ii) : Vulnérable
L’aigle impérial (Aquila heliaca) est une espèce de rapaces de la famille des Accipitridae. Il est considéré comme une espèce vulnérable dans une grande partie de son aire de répartition. L'aigle ibérique est une espèce proche avec laquelle Aquila heliaca a longtemps été confondue.

## Description
Il mesure de 68 à 87 cm de longueur pour une envergure de 2 mètres et un poids de 4 kg. Bien que plutôt grand pour un aigle, il est plutôt petit pour le genre Aquila. Il possède un plumage essentiellement noir-brun, avec une nuque jaune crème distinctive et des épaules blanches. Sa tête et son cou sont assez larges et son bec imposant. Ses pattes sont assez largement recouvertes de plumes. Il n'atteint son plumage adulte que dans sa cinquième année. L'aigle impérial possède une technique efficace pour économiser son énergie en migration. Ses larges ailes peuvent profiter des courants thermiques qui sont des colonnes d'air chaud ascendant. Il plane ainsi des heures, décrivant des cercles au-dessus d'un courant, puis se laisse glisser jusqu'au suivant où il recommence son manège.[réf. nécessaire]

## Comportement

### Alimentation
L'aigle impérial est capable de s'attaquer à une large variété de proies, dont notamment les marmottes et les lièvres. Il peut aussi s'attaquer à d'autres oiseaux comme le faisan ou la perdrix, aux poules, à certains corvidés ou encore aux pigeons. Il ne s'attaque cependant à eux qu'au sol, sa grande taille jouant contre lui. Il chasse généralement depuis un perchoir bien qu'il puisse aussi plonger en vol pourvu que la végétation puisse masquer son approche.

### Reproduction
L'aigle impérial est plutôt solitaire et sera rarement vu à plus qu'un couple. Il réalise une parade nuptiale assez impressionnante durant laquelle il vole en cercle en criant. La saison des amours dure entre mars et septembre. Il construit de larges nids de brindilles qui atteignent en moyenne les 1,2 à 1,5 m de large et 60 à 70 cm de profondeur. Il pond entre 2 et 3 œufs sur une période de deux jours, qui éclosent 43 jours plus tard. 

## Répartition et habitat
L'aigle impérial préfère les milieux ouverts, comme les steppes, avec des arbres isolés. On peut également le trouver dans les milieux sans arbres, mais il ne pourra alors pas y nicher.
On le rencontre en période de reproduction principalement dans la steppe eurasienne, depuis la puszta d'Autriche et de Hongrie jusqu'à la Mongolie et le sud-est de la Sibérie, et en hiver dans les pays du sud-est de la Méditerranée, en Afrique du nord-est, en Asie du Sud et en Chine.

## Statut de protection

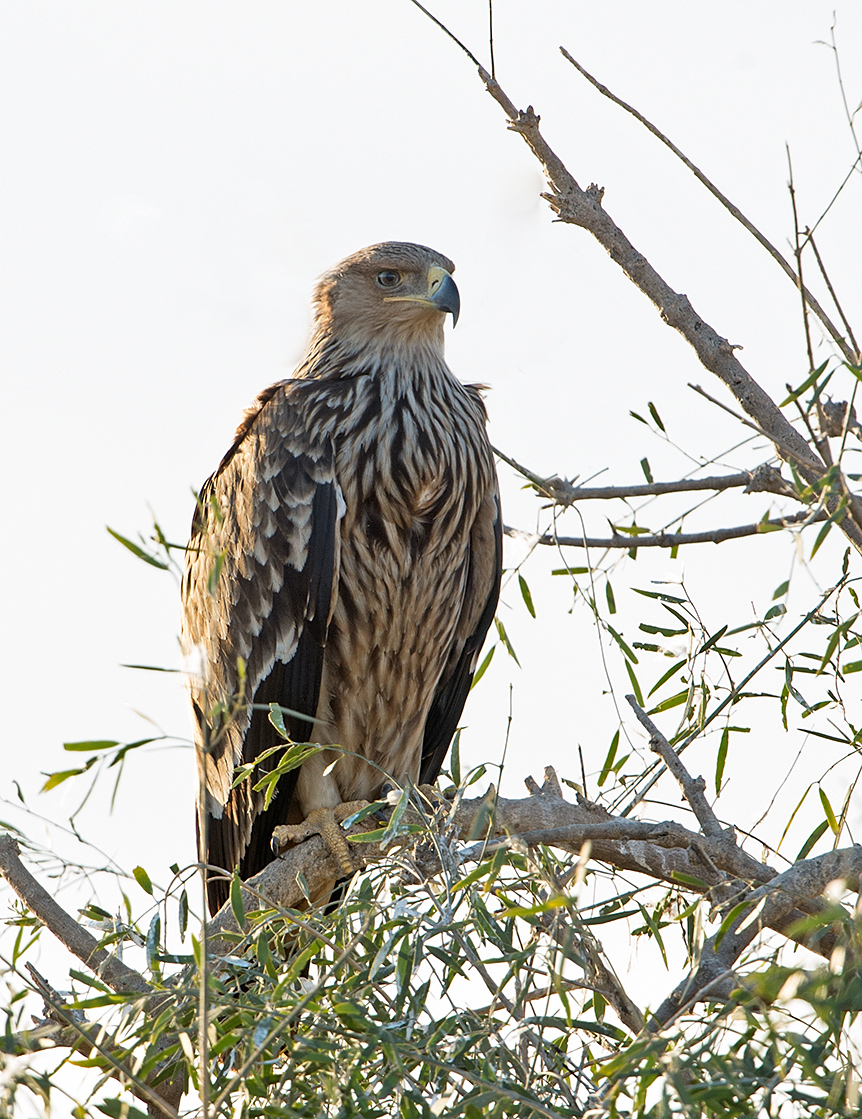
Aigle impérial de l'est.

Autrefois respecté, l'aigle impérial a subi comme de nombreux rapaces l'hostilité des Européens à partir du 17e siècle. Il a ainsi connu un fort déclin, aggravé par la destruction d'arbres où il nichait, la disparition de ses proies et l'empoisonnement volontaire ou involontaire (par exemple via des pièges destinés aux loups, et plus récemment par des pesticides). La Révolution industrielle a accéléré son déclin en offrant à l'homme de nombreux moyens de l'exterminer.
De nombreux efforts de conservation ont permis de faire revenir l'espèce. Elle a notamment été classée comme vulnérable par l'UICN en 1994. Alors qu'on estimait qu'il restait entre 363 et 604 couples en Europe en 1996, ce nombre est remonté entre 1800 et 2200 en 2010.

## Voir aussi

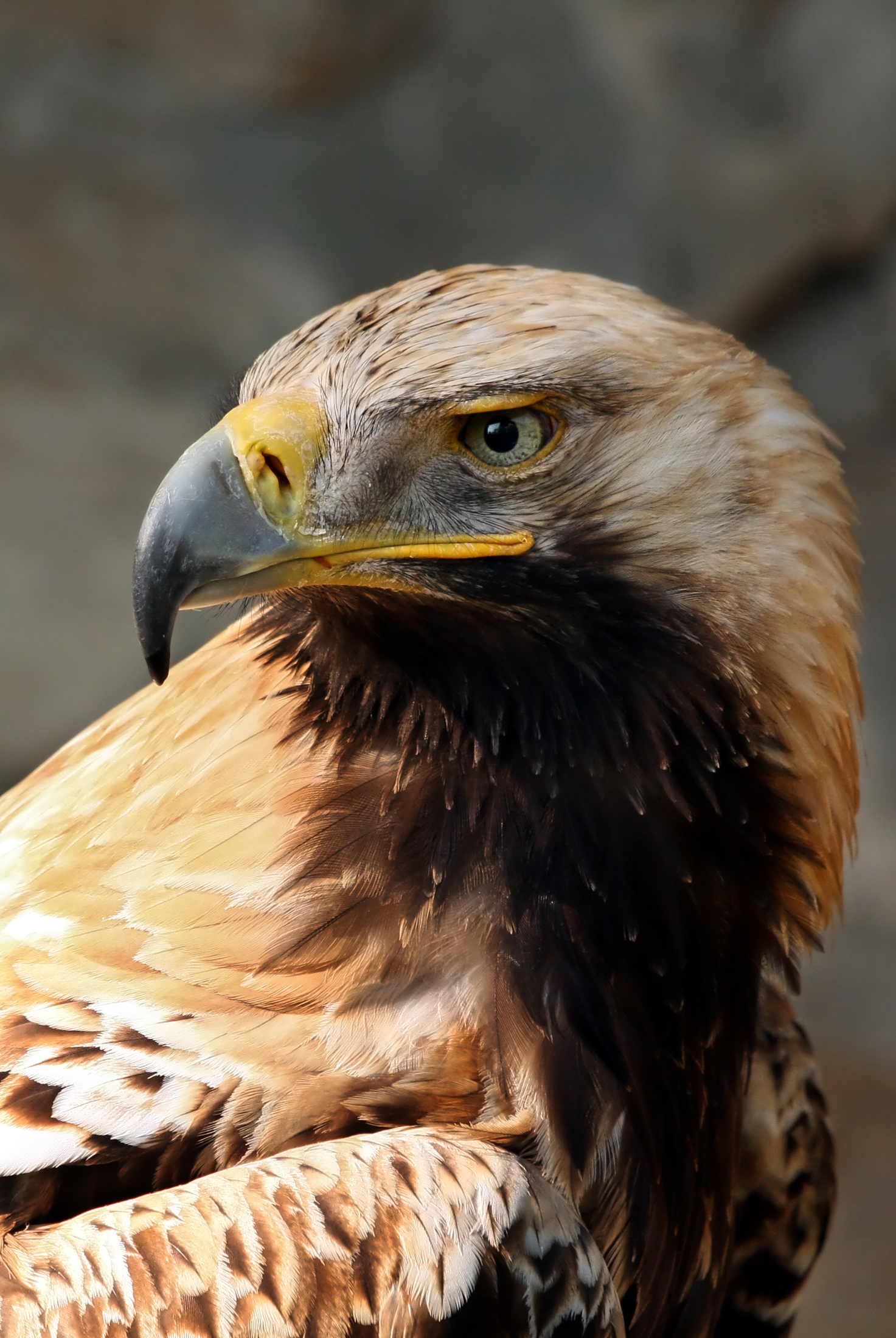
Aigle Impérial

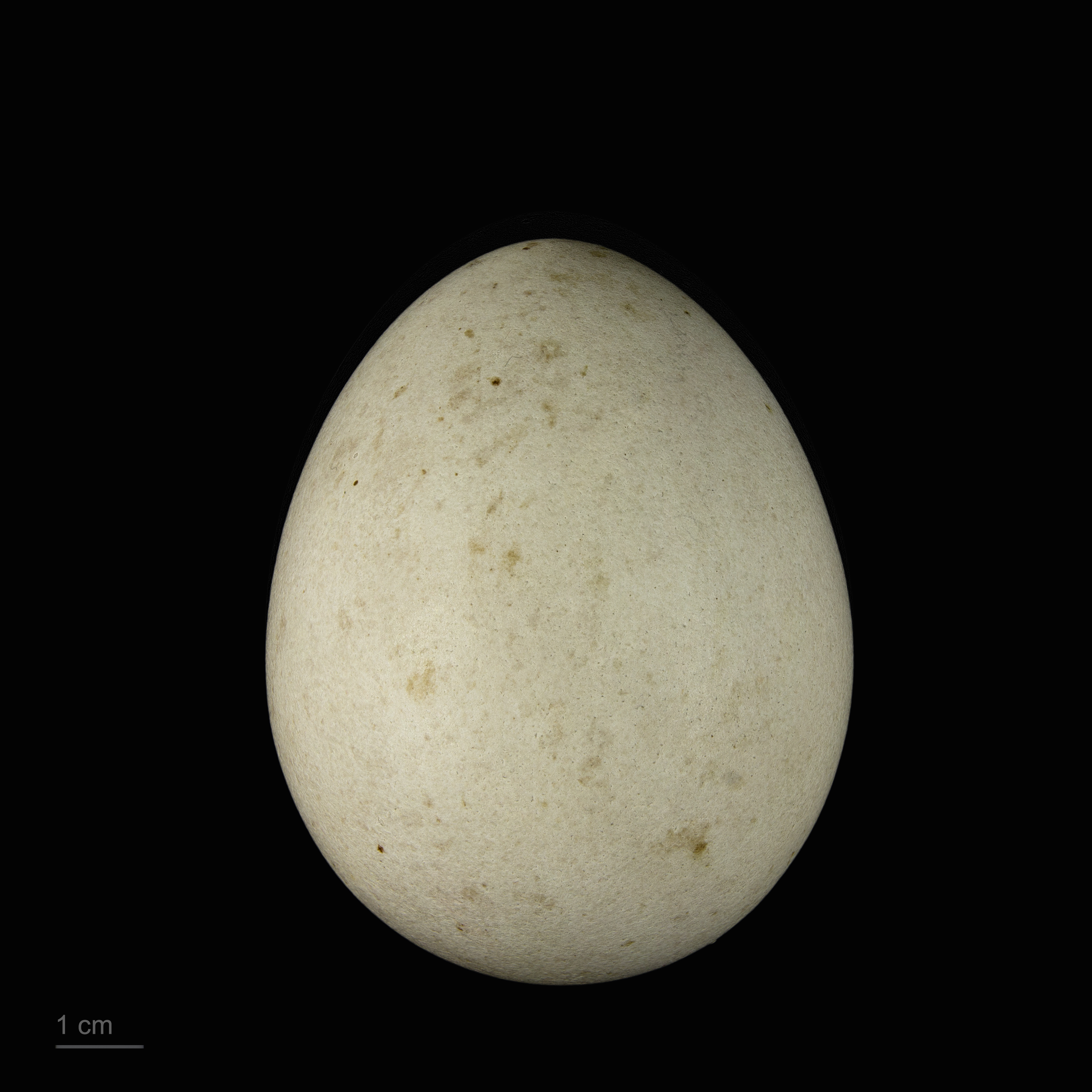
Aquila heliaca - MHNT